# À l'intérieur (album)
Pour les articles homonymes, voir À l'intérieur.
Albums de Maczde Carpate
Discomouche
(2000) Tue-tête
(2006)
À l'intérieur est un album de Maczde Carpate de 2004.

## Titres
1. Le soleil
2. Les ouvertures
3. Le passage
4. Poème
5. À côté de la case
6. Interlune
7. Battre + fort
8. Une idée
9. Par le faire
10. L'Herbe est bleu
11. L'apesanteur
12. Choukrane